# Remigia archesia
Remigia archesia là một loài bướm đêm trong họ Erebidae.